# سويطاء نفيسة
سويطاء نفيسة (الاسم العلمي: Neocallimastix patriciarum) هي نوع من الفطريات تتبع جنس السويطاء من الفصيلة السويطية